# Pretkolumbovska Amerika
██ Arktik
██ Sjeverozapad
██ Aridoamerika
██ Mezoamerika
██ Američka prevlaka-Kolumbija
██ Karibi
██ Amazona
██ Ande
Pretkolumbovska Amerika ili pretkolumbovsko razdoblje je zajednički izraz nekoliko arheoloških i povijesnih razdoblja u Amerikama prije dolaska europskih kolonizatora i naseljenika. Iako je ime dobio po europskom istraživaču Kristoforu Kolumbu koji je 1492. i 1504. prvi došao u Ameriku, okvirno je završio nešto kasnije, s obzirom na to da pokriva povijest svih indijanskih naroda u Južnoj, Srednjoj i Sjevernoj Americi do trenutka prvih kontakata, odnosno, do trenutka kad europske kolonijalne sile zauzimaju indijanska područja.
Vrlo često izraz se ovaj izraz rabi za označavanje autohtonih civilizacija u Amerikama, odnosno naroda kao što su Olmeci, Tolteci, Teotihuakanci, Zapoteci, Mixteci, Azteci, Maje, Inke, Moche, Chibcha ili Kanjari .
Brojne pretkolumbovske civilizacije su ostavile snažan trag na područjima gdje su živjele, i to izgradnjom velikih naselja, razvojem arhitekture, poljoprivrede, pisma i umjetnosti. S druge strane, veliki dio kulturne ostavštine autohtonih naroda danas je uništen, a što je rezultat europskog doseljavanja u Ameriku u 15. i 16. stoljeću, pa današnji povjesničari najviše podataka crpe iz arheoloških artefakata, a manje iz dokumenata. Dodatne poteškoće izaziva što velik broj tih civilizacija nisu imale pismo, a kod onih koje jesu veliki broj zapisa i dokumenata je uništili su europski kršćanski kolonizatori koji su ih smatrali "poganskima", odnosno heretičkima. 
I pored nedostataka prikladnih dokumenata se može zaključiti kako su stare američke civilizacije imale razvijenu znanost kao i tehnološka dostignuća. Tako su primjerice Asteci sagradili Tenochtitlan, jedan od najimpresivnijih gradova tadašnjeg svijeta, koji je imao čak 200.000 stanovnika. Glavna grana staroameričke znanosti su bili matematika i astronomija, a glavna grana privrede poljoprivreda.
Neke od tragova pretkolumbovske kulture mogu se pronaći kod potomaka nekadašnjih američkih domorodaca, iako su ti narodi prošli kroz brojne promjene u posljednjih pet stoljeća.

## Vanjske poveznice
- Centralnoandska povijest  Arhivirana inačica izvorne stranice od 10. travnja 2010. (Wayback Machine)
- Pretkolumbovska umjetnost  Arhivirana inačica izvorne stranice od 5. ožujka 2016. (Wayback Machine)
- McGuiness Izdavaštvo za pretkolumbovsko razdoblje  Arhivirana inačica izvorne stranice od 14. srpnja 2012. (Wayback Machine)